# Никола Рашуо
Никола Рашуо (Книн, 27. јул 1962 — Београд, 21. август 2023) био је пуковник Војске Републике Српске.

## Биографија
Никола Рашуо, рођен је 27. јула 1962. у Книну од оца Лазара и мајке Милице. Основну школу завршио је у Книну 1977. године, а Средњу машинску школу, смјер техничар конструктор, у Београду 1981. Војни рок служио је у Школи резервних официра техничке службе у Загребу 1981–1982. Војну академију копнене војске завршио је у Београду 1986. године. Генералштабну школу завршио је у периоду 1996–1997. у Београду. Обављао је сљедеће дужности: командир вода и чете у 17. батаљону војне полиције; замјеник и командант Први батаљон војне полиције 1.КК у рату; начелник ресора војне полиције у Генералштабу ВРС те команданта 112. моторизоване бригаде ВРС. Службовао је у гарнизонима у Љубљани (1986–1991), Бањој Луци (1991–1996), Бијељини (1997–1998), Новом Граду (1998–2002) и Бањој Луци (2003–2004). Био је ожењен и имао је двоје дјеце. Живио је у Бањој Луци. Рашуо је преминуо у 61. години 21. августа 2023. у Београду на Војномедицинској академији од посљедица болести. Сахрањен је 23. августа 2023. на Централном градском гробљу у Врбањи.

## Одликовања
У војничкој каријери пет пута је ванредно унапређиван и три пута одликован:
- Карађорђевом звијездом другог реда,
- Орденом Милоша Обилића и
- Медаљом за војне заслуге[2]